# Ana Ofelia Murguía
Ana Ofelia Murguía (Ciudad de México, 8 de diciembre de 1933-31 de diciembre de 2023) fue una actriz mexicana de cine y televisión. Es recordada por prestar su voz en el personaje de mamá coco en la película de Coco de Disney pixar.

## Ámbito artístico
Estudió en la Escuela de Teatro del Instituto Nacional de Bellas Artes y alumna del “padre del teatro mexicano” Seki Sano, lo que la forjó para una fructífera carrera sobre las tablas.
A pesar de que tuvo muy pocos protagónicos en su larguísima carrera, la calidad de su trabajo actoral, además de su sencillez, la convirtieron en una de las actrices más reconocidas del cine mexicano.[cita requerida]
Trabajó con los directores más importantes en películas clave de la cinematografía nacional mexicana de las últimas tres décadas del siglo XX, como son Felipe Cazals (El apando, Las poquianchis, Los motivos de Luz y Las inocentes), Jaime Humberto Hermosillo (Naufragio, Amor libre, De noche vienes, Esmeralda y Escrito en el cuerpo de la noche) y Arturo Ripstein (Cadena perpetua y La reina de la noche).[cita requerida]
Murguía fue honrada con el premio especial Ariel de Oro a la trayectoria en el año 2011. El premio le fue entregado conjuntamente a ella y al guionista y director Jorge Fons. A lo largo de su carrera, Murguía obtuvo el título de Mejor Actriz de Reparto en los Premio Ariel, el equivalente mexicano de los Oscar, tres veces: en 1979, 1986 y 1996.

## Filmografía

### Cine
- Pax? (1968)
- Para servir a usted (1970)
- El profeta Mimí (1972)
- Esa es mi Irene (1975)
- El apando de Felipe Cazals (1975)
- Las Poquianchis de Felipe Cazals (1976)
- Pedro Páramo (El hombre de la media Luna) (1976)
- Maten al león (1977)
- La viuda negra (1977)
- Naufragio (1977)
- Cadena perpetua de Arturo Ripstein (1978)
- Amor libre (1978)
- María de mi corazón (1979)
- El corazón de la noche (1984)
- Dune (1984)
- Los motivos de Luz (1985)
- Las inocentes (1986)
- Chido Guan, el tacos de oro (1986)
- Los confines (1987)
- Gaby: A True Story de Luis Mandoki (1987)
- Goitia, un dios para sí mismo (1988)
- Diplomatic Immunity de Sturla Gunnarsson (1991)
- Mi querido Tom Mix de Carlos García Agraz (1991)
- Morena (1994)
- Luces de la noche (1994)
- El jardín del edén (1994)
- La reina de la noche de Arturo Ripstein (1994)
- Ámbar (1994)
- Nadie hablará de nosotras cuando hayamos muerto (1995)
- De muerte natural (1996)
- El anzuelo (1996)
- De noche vienes, Esmeralda de Jaime Humberto Hermosillo (1997)
- Ave María  (1999)
- Su alteza serenísima (2000)
- Sexo por compasión (2000)
- Escrito en el cuerpo de la noche de Jaime Humberto Hermosillo (2000)
- Pachito Rex, me voy pero no del todo (2001)
- Otilia Rauda de Dana Rotberg (2001)
- El Edén (2004)
- Hijas de su madre: Las Buenrostro de Busi Cortés (2005)
- Bandidas de Joachim Roenning y Espen Sandberg (2006)
- El viaje de la nonna (2007)
- Señas particulares (cortometraje) (2007)
- Párpados azules de Ernesto Contreras (2008)
- Arráncame la vida (2008)
- Las buenas yerbas (2008)
- La nana de Sebastián Silva(2008)
- Fecha de caducidad (2011)
- Coco (2017) (voz de mamá Coco) (versión en inglés)

### Televisión
- La tormenta (1967) como Sara Pérez de Madero.
- El padre Guernica (1968)
- Las fieras (1972) como Talma.
- La pasión de Isabela (1984) como Cristina.
- El abuelo y yo (1992) como la señorita Estrada.
- Entre vivos y muertos (1994)
- Te dejaré de amar (1996) como Alicia Larios.
- Tric Trac (1997)
- El amor de mi vida (1998) como doña Lupe.
- Cuentos para solitarios (1999) como Marta (episodio "Por culpa de Damiana").
- Uroboros (2001) como la portera.
- Lo que callamos las mujeres (2001) (3 episodios).
- La hija del jardinero (2003) como doña Rigoberta "Rigo" Rondón.
- Mientras haya vida (2007-2008) como Toto.
- Quererte así (2012) como Yuridia "Yuya" Domínguez.
- José José, el príncipe de la canción  (2018) como la abuela Carmelita[4]

## Premios y reconocimientos
- 1986, Ariel de Plata como Mejor coactuación femenina por Los motivos de Luz.
- 1991, Festival de Cine de La Habana como Mejor actriz por Mi querido Tom Mix (empatada con Vicky Hernández por Confesión a Laura).
- 1994, Premio ACE como Mejor actriz por Mi querido Tom Mix.
- 1996, Ariel de Plata como Mejor coactuación femenina por La reina de la noche.
- 2002, Diosa de Plata (Periodistas de Cine de México) como Mejor actriz por Escrito en el cuerpo de la noche.
- 2004, Premio Mayahuel de Plata (Festival de Cine de Guadalajara) por su trayectoria.

Además, obtuvo las siguientes nominaciones al Ariel de Plata:
- 1987 como Mejor coactuación femenina por Tacos de oro.
- 1988 como Mejor actriz de cuadro por Los confines.
- 1995 como Mejor coactuación femenina por El jardín del Edén.
- 1996 como Mejor actriz de cuadro por Morena.
- 1996 como Mejor actriz por El anzuelo.
- 1997 como Mejor actriz por De muerte natural.
- 1997 como Mejor actriz por De noche vienes, Esmeralda.
- 1999 como Mejor actriz de cuadro por Ave maría.
- 2000 como Mejor coactuación femenina por Su alteza serenísima.
- 2001 como Mejor actriz por Escrito en el cuerpo de la noche.